# Las tres cabras macho Gruff
Las tres cabritas Gruff, en noruego De tre bukkene Bruse es un famoso cuento de hadas noruego en el que tres cabras cruzan un puente, bajo el cual hay un aterrador trol que quiere comérselas. El cuento de hadas fue recopilado por Peter Christen Asbjørnsen y Jørgen Moe en su Norske Folkeeventyr. Es un cuento tipo "cómeme cuando engorde" según la clasificación Aarne-Thompson-Uther.

## Argumento
La historia presenta tres cabritas apellidadas Gruff de varios tamaños y edades, a veces identificadas en la historia como el joven, el padre y el abuelo, pero con más frecuencia son descritas como hermanos. No les queda hierba que comer cerca de donde viven, por eso deben atravesar un río para llegar a un "sæter" (una granja de verano en las colinas), pero el único modo de cruzar es por un puente custodiado por un aterrador trol que se come a todo el que pasa por allí.
La cabra más joven, desconociendo esto, cruza el puente y es amenazada por el trol pero es perdonada cuando le dice al trol que sus hermanos son más grandes y más gratificantes como festín. La cabra mediana ve que la joven ha cruzado y llega a la conclusión de que el puente debe ser seguro después de todo, pero cuando cruza y el trol le da el alto ella también le dice lo de su hermano mayor.
Cuando la mayor y más grande de las cabras intenta cruzar, el trol sale para capturarla pero la cabra lo cornea y lo lanza al río. Desde entonces el puente es seguro y las tres cabras pueden ir a los fértiles campos alrededor de la granja de verano en las colinas.

## Visión general
El cuento es, esencialmente, un cuento sobre mente sobre materia y el bien contra el mal. Las dos primeras cabras salvan sus vidas mediante el uso de su ingenio. También podría decirse que actúan un poco imprudente y despreocupadamente en primer lugar por cruzar caminos con un trol y después por poner a su hermano mayor en peligro diciendo al trol que le espere en su lugar. Al final, la cabra mayor, que es más grande, más fuerte y más inteligente que las dos cabras más jóvenes y que el trol, aparece como la heroína de la historia. Otra perspectiva es que el protagonista es el trol y la moraleja es aceptar un buen negocio, mejor que esperar uno mejor.

## Adaptaciones
Una versión de la historia escrita e interpretada por Frank Luther fue puesta a menudo en el programa de radio de la BBC Favoritos de los niños en los años cincuenta y principios de los sesenta.
La historia fue adaptada a un popular musical para niños en el teatro Barter en Abingdon, Virginia, en el verano de 2007. Fue llamado Billy, Goat y Gruff: el musical. Musical de cámara para quinteto de cuerda y narración compuesta por James Scott Balentine para el Cactus Pear Music Festival Kinderkonzerts, con el texto adaptado por Stephanie Sant’Ambrogio, publicado por Guildhian Music.
La historia fue adaptada también (y numerosos elementos del argumento alterados) para un episodio del espectáculo de televisión para niños  Super Why!.
Los Animaniacs parodiaron las rimas en el episodio “Llévate a mis hermanos, por favor” donde los hermanos Warner siguen el mismo argumento base, pero solo el primero de ellos, Dot, le dice al trol que se coma a sus hermanos, mientras que Wakko expone que él no puede ser comido porque tiene contrato.
En el libro 10 de Los expedientes Dresden, Harry Dresden es atacado repetidamente por criaturas como cabras llamadas Gruffs. Cada ataque es llevado a cabo por una mayor y más poderosa versión de la criatura. También Stephen King alude a las Cabras macho Gruff en su novela IT a las que atribuye la inspiración de su novela.
En 2008, la BBC  creó una moderna adaptación para su temporada Cuentos de Hadas. Aquí, se le dio a la historia un giro políticamente correcto en el que el trol fue presentado como una trágica víctima cruelmente difamada.

“El personaje del trol es sucio y apestoso y todo el mundo le teme y yo creo que aumenta el patetismo del final, porque es una caza de brujas sin ninguna evidencia”.
Mathew Horne. Daily Telegraph

## Curiosidades
En el videojuego "Simon The Sorcerer", parodian el cuento. En un puente donde el jugador debe cruzar, aparecen las cabras y el Troll.
También tiene una parodia en el videojuego "The Elder Scrolls IV: Oblivion", en un río hay un puente y el jugador encuentra a tres cabras corriendo juntas por el camino la primera vez que visita el lugar, y si invesiga debajo del puente hay un Troll muerto.